# Kris Boeckmans
Kris Boeckmans (ur. 13 lutego 1987 w Malle) – belgijski kolarz szosowy, zawodnik profesjonalnej grupy kolarskiej Vital Concept Cycling Club.

## Najważniejsze osiągnięcia
2007
- 2. miejsce w Zellik-Galmaarden

2008
- 1. miejsce w GP Stad Vilvoorde
- 1. miejsce na etapie 1b Vuelta a Navarra
- 5. miejsce w Tour de Berlin
  - 1. miejsce na 1. etapie
- 7. miejsce w ZLM Tour

2009
- 1. miejsce w Mistrzostwach Europy U-23 (start wspólny)
- 1. miejsce w Triptyque des Monts et Châteaux
  - 1. miejsce na etapie 2b
- 1. miejsce w Schaal Sels-Merksem
- 1. miejsce na 2. etapie Vuelta a Navarra
- 2. miejsce w Overall Ronde van Antwerpen
  - 1. miejsce na etapie 1a (ITT) i 3.
- 2. miejsce w Brussel–Zepperen
- 2. miejsce w Paris–Tours Espoirs
- 4. miejsce w GP Raymond Impanis
- 5. miejsce w Kattekoers

2010
- 1. miejsce na 5. etapie Ster Elektrotoer
- 2. miejsce w Driedaagse van West-Vlaanderen
  - 1. miejsce na 3. etapie
- 2. miejsce w Nokere Koerse
- 7. miejsce w Scheldeprijs
- 8. miejsce w Omloop van het Waasland
- 8. miejsce w Nationale Sluitingsprijs
- 9. miejsce w Wanzele-Lede
- 10. miejsce w Dwars door Drenthe
- 10. miejsce w Grand Prix de Denain

2011
- 3. miejsce w Münsterland Giro
- 4. miejsce w Puivelde Koerse
- 6. miejsce w Sparkassen Giro Bochum
- 9. miejsce w Omloop Gemeente Melle

2012
- 2. miejsce w Le Samyn
- 2. miejsce w Nokere Koerse

2013
- 2. miejsce w Le Samyn
- 5. miejsce w Schaal Sels-Merksem
- 6. miejsce w Halle-Ingooigem

2015
- 1. miejsce w Le Samyn
- 1. miejsce w Nokere Koerse
- 1. miejsce w Tour de Picardie
  - 1. miejsce na 1. i 3. etapie
- 1. miejsce w World Ports Classic
  -  Zwycięzca klasyfikacji punktowej
  - 1. miejsce na 2. etapie
- 3. miejsce w Étoile de Bessèges
  - 1. miejsce na 1. etapie

2016
- 5. miejsce w Kampioenschap van Vlaanderen

2018
- 5. miejsce w Halle-Ingooigem